# Kinetoskias oblongata
Kinetoskias oblongata is een mosdiertjessoort uit de familie van de Bugulidae. De wetenschappelijke naam van de soort is voor het eerst geldig gepubliceerd in 1982 door Liu.